# NGC 7077
NGC 7077 (другие обозначения — PGC 66860, UGC 11755, ZWG 375.47, MCG 0-54-28, ARAK 549, MK 900, NPM1G +02.0497) — эллиптическая галактика (E) в созвездии Водолей.
Этот объект входит в число перечисленных в оригинальной редакции «Нового общего каталога».